# Axel Pilmark
Axel Pilmark, né le 23 novembre 1925 à Copenhague et mort le 13 juillet 2009, est un footballeur danois au poste de milieu de terrain.

## Biographie
Il fait partie de l'équipe danoise olympique qui remporte la médaille de bronze aux Jeux olympiques de 1948.
Pilmark dispute dix-huit matchs avec l'équipe nationale danoise entre 1947 et 1950, marquant un but contre la Yougoslavie lors d'une défaite 1-5 à Belgrade.
Il a joué notamment pour le club italien de Bologne.